# 峨边抚夷厅
峨边厅，清代设置的厅。
嘉庆十三年（1808年）以峨眉县西南彝族居地置，治今四川省峨边彝族自治县西南大堡乡。属嘉定府。1914年改峨边县。 